# Blue Miasma
Blue Miasma è il quinto album in studio del gruppo musicale statunitense Krieg, pubblicato nel 2006 dalla No Colours Records.

## Tracce
1. The Great Beast Trembled in Nightmare – 3:56
2. Who Shall Stand Against Me? – 3:59
3. The Blue Mist – 4:04
4. Under an Uncaring Moon – 7:13
5. The Sick Winds Stir the Cold Dawn – 4:32
6. ...and Now the End – 2:55
7. Lingering Doubt – 4:32
8. Hallucinations in Deep Corruption – 6:25
9. Every Wound Burned – 4:18
10. An Empty Room, a Forgotten Funeral – 4:34
11. The Master's Voice – 2:14
12. Scars Brought into Question – 4:22
13. The Forest Beneath the Sea – 7:55

## Formazione

### Gruppo
- Imperial – voce, chitarra
- Azentrius – chitarra, voce
- Werwolf – chitarra, voce aggiunta
- Malefitor – chitarra
- M.M.K. – basso, voce aggiunta
- S.M. Daemon – basso
- Winterheart – batteria